# Concerto pour violon no 2 de Mendelssohn
Pour les articles homonymes, voir Concerto pour violon no 2.
Le Concerto pour violon no 2 en mi mineur, opus 64 (MWV O 14), second concerto pour violon composé par Mendelssohn, figure dans le répertoire pour violon de la musique romantique allemande du XIXe siècle comme une œuvre de première importance. Esquissé en 1838, il fut achevé en 1844.

## Histoire

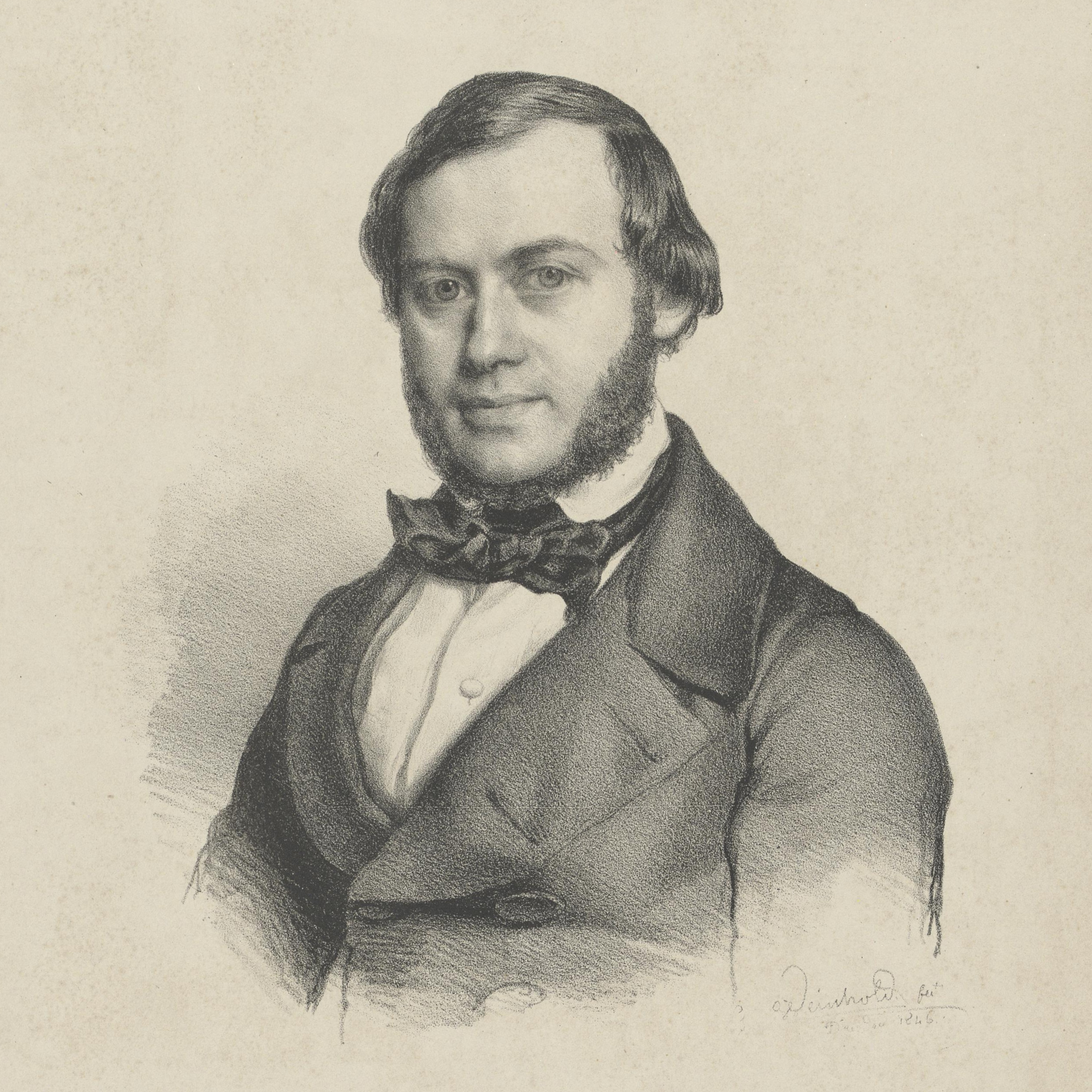
Ferdinand David

Cette œuvre avait été offerte par Mendelssohn à l'illustre violoniste Ferdinand David. Sa première interprétation eut lieu au Gewandhaus de Leipzig le 13 mars 1845 par David lui-même, sous la direction du compositeur danois Niels Gade car Mendelssohn, trop faible, ne pouvait assister à l'audition. Cependant, le 23 octobre de la même année, une nouvelle exécution sera redonnée, dirigée cette fois par son auteur, et toujours interprétée par David. Le succès fut immense. 
Le concerto fut exécuté de nouveau le 3 octobre 1847, joué cette fois par le jeune Joseph Joachim, violoniste hongrois et protégé de Mendelssohn.

## Analyse
Rattaché par son sens de la mesure et la clarté de l'orchestration au classicisme, il en dépasse les limites par la qualité et la richesse foisonnante de son inspiration mélodique pour servir avec éclat le romantisme allemand. La manière dont Mendelssohn renonce à la traditionnelle exposition orchestrale en faisant commencer le concerto par le soliste est nouvelle à cette époque. Bien des interprètes en ont fait leur morceau de prédilection. Son exécution dure entre 25 et 30 minutes, et est composée de trois mouvements enchaînés :
1. Allegro molto appassionato en mi mineur (environ 13 minutes)
2. Andante en ut majeur (environ 8 minutes)
3. Allegretto non troppo - Allegro molto vivace en mi majeur (environ 6 minutes)

La partition est écrite pour violon solo et un orchestre symphonique classique, composé de deux flûtes, deux hautbois, deux clarinettes, deux bassons, deux cors, deux trompettes, des timbales et des cordes (deux pupitres de violons, altos, violoncelles et contrebasses).

### Allegro molto appassionato
Thème du premier mouvement :
Dans le premier mouvement, le contraste entre le premier thème, qui se présente comme une sorte de chanson mais vibre de ferveur (appassionato), et le second, rêveur (tranquillo), produit une impression romantique.

### Andante
Thème du deuxième mouvement :
Le deuxième mouvement, un andante de coupe tripartite, est une typique « romance sans paroles ».

### Allegretto non troppo - Allegro molto vivace
Thème d'ouverture de l'Allegro molto vivace :
Le troisième mouvement est caractérisé par des traits capricieux et pittoresques, qui adoptent un ton qui rappelle sa musique du Ein Sommernachtstraum. 
Cette œuvre compte aujourd'hui, avec les concertos de Bach, Mozart, Beethoven, Paganini, Bruch, Brahms, Tchaïkovsky, Bartók et Berg, parmi les plus belles pages concertantes pour violon.

## Au cinéma
Le premier mouvement de ce concerto, adapté et réorchestré par Éric Lévi, est utilisé dans le générique de fin du film Les Visiteurs de Jean-Marie Poiré.
C'est également ce morceau qu'interprètent Géraldine Nakache dans L'Ex de ma vie de Dorothée Sebbagh (2014), et Daniel Auteuil dans le film Rémi sans famille réalisé par Antoine Blossier (2018).
Utilisé également dans Un illustre inconnu de Matthieu Delaporte sorti en 2014.

## Télévision
Entendu au début de Columbo, le meurtre aux deux visages ainsi que brièvement dans l'épisode 209 de la série Rick et Morty.

## Repères discographiques
- Yehudi Menuhin et Wilhelm Furtwängler, avec le Philharmonique de Berlin, 1952 (Naxos, EMI)
- Anne-Sophie Mutter et Herbert von Karajan, avec le Philharmonique de Berlin, chez Deutsche Grammophon
- Itzhak Perlman et Bernard Haitink, avec le Royal Concertgebouw d'Amsterdam, chez EMI Classics
- David Oistrakh et Eugene Ormandy, avec le Philadelphia Orchestra, 1955 (Naxos)
- Isaac Stern et Eugene Ormandy, avec le Philadelphia Orchestra, 1959 (Sony Classical Records)
- Jascha Heifetz et Thomas Beecham, avec le Royal Philharmonic Orchestra, La voix de son Maître, FBLP 25008, 1947
- Nigel Kennedy et Jeffrey Tate avec English Chamber Orchestra, His Master's Voices Digital, EL 7 49663 1, 1988
- Gil Shaham et Giuseppe Sinopoli, avec Philharmonia Orchestra, 1990 (Deutsche Grammophon)
- Mischa Elman et Vladimir Golschmann, avec Vienna State Opera Orchestra, chez Vanguard Classics
- Mendelssohn : Concerto n°2 pour violon et orchestre en mi mineur, op. 64 ; Le Songe d'une nuit d'été, Ouverture, Op. 21 ; Les Hébrides (la grotte de Fingal), Ouverture, Op. 26 ; Mer calme et Heureux voyage, Ouverture, Op. 27 - Orchestre Philharmonique Tchèque, dir. Karel Ancerl, violon Josef Suk ; Orchestre Symphonique de Prague, dir. Vaclav Smetacek (CLA-CD 117, Les Genies du Classique)